# Erdbeben in Sikkim 2011
Das Erdbeben in Sikkim 2011 ereignete sich am 18. September 2011 im indischen Bundesstaat Sikkim im südlichen Himalaya. Das Epizentrum des Erdbebens befand sich nach Angaben des United States Geological Survey 68 km nordwestlich von Gangtok, der Hauptstadt Sikkims, 119 Kilometer nordnordwestlich von Shiliguri und 272 Kilometer östlich von Kathmandu, Nepal. Das Hypozentrum des Erdbebens mit der Momenten-Magnitude 6,9 Mw lag in 19,7 Kilometer Tiefe. Die schweren Erdstöße waren bis in die mehr als tausend Kilometer entfernte indische Hauptstadt Neu-Delhi zu spüren.

## Tektonischer Überblick

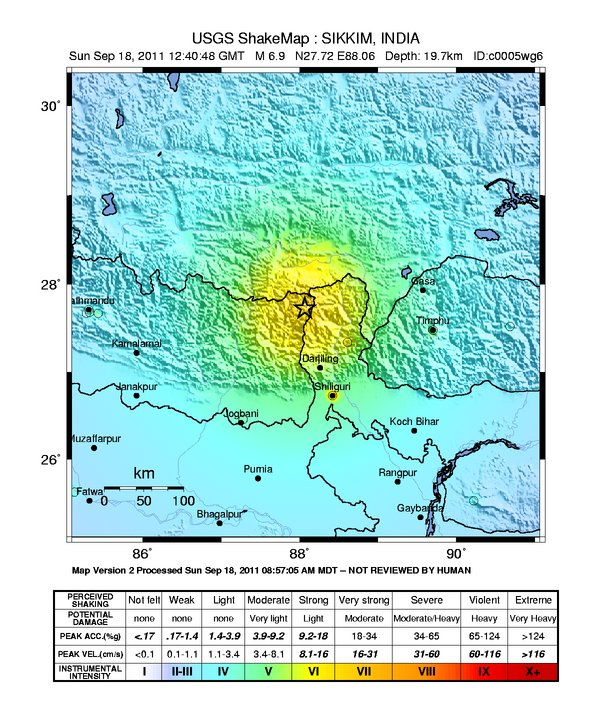
Intensität des Erdbebens

Das Erdbeben ereignete sich in der Nähe der Grenze zwischen der Indischen und Eurasischen Platte, in einer bergigen Region im Nordosten Indiens, unweit der Grenze zu Nepal. Die ersten Analysen deuteten darauf hin, dass das Erdbeben komplex war, wahrscheinlich das Ergebnis zweier Ereignisse, die zeitlich nahe zueinander erfolgten und sich in Tiefen von etwa zwanzig Kilometern unter der Erdoberfläche abspielten. An dem Breitengrad des Epizentrums konvergiert die Indische Platte unter die Eurasische mit einer Geschwindigkeit von etwa 46 mm/Jahr und schiebt nach Nord-Nordosten. Die breite Konvergenzzone zwischen den beiden Platten hat den Himalaya emporgehoben, das höchste Gebirge der Erde. Der vorläufig festgestellte Herdmechanismus lässt auf eine Blattverschiebung schließen und somit eher auf einen Herd innerhalb einer der beiden Platten als im Bereich zwischen den beiden Platten.
Diese Region wies in der Vergangenheit eine relativ mäßige Seismität auf; in den 35 Jahren vor dem Erdbeben vom 18. September wurden in einem Umkreis von 100 km um das Epizentrum 18 Erdbeben mit einer Magnitude von mehr als 5,0 registriert. Das größte dieser Erdbeben war eines mit der Magnitude 6,1 im November 1980, mit Epizentrum 75 km weiter nach Südosten.

## Opfer und Schäden
Allein im dünn besiedelten Sikkim wurden 75 Todesopfer gezählt. 24 weitere Tote wurden in Westbengalen und Bihar, 11 Tote in Nepal, 7 Tote im Süden Tibets und 1 Toter in Bhutan gemeldet. Im Gebirgsort Saffo kamen 17 Arbeiter ums Leben, die an einem Wasserkraftprojekt im Tal der Tista beschäftigt waren. In Kathmandu verloren drei Menschen ihr Leben, als in der britischen Botschaft eine Wand einstürzte.
Die Stadt Gangtok war zwei Tage lang von der Außenwelt abgeschnitten, da Erdrutsche an 30 verschiedenen Orten die Zugangsstraßen verschüttet hatten. In Sikkim wurden 80 Prozent aller Gebäude beschädigt, etliche fielen in sich zusammen. Viele Häuser waren nicht erdbebensicher, da sie illegal errichtet worden waren. Die Behörden kündigten schärfere Bauvorschriften an. Mehrere Dörfer in den nördlichen Gebirgsregionen waren noch eine Woche nach der Katastrophe nicht zugänglich. Erhebliche Sachschäden verursachte das Erdbeben außer in den genannten Gebieten auch in Bangladesch.

## Rettungsmaßnahmen
Nach Behördenangaben wurden mehr als 5000 Soldaten und Polizisten für Rettungsarbeiten in Sikkim mobilisiert. Über 100 provisorische Lager für Obdachlose wurden eingerichtet. 15 Helikopter der Indischen Luftstreitkräfte versorgten die Bevölkerung im besonders stark betroffenen Norden Sikkims unter anderem mit Nahrungsmitteln. Drei Dutzend zum Teil verletzte Touristen, darunter zwei Norweger, wurden aus dem Erdbebengebiet geflogen. Zwei Tage nach den Erdstößen gelang es den Rettungskräften, die Straße zwischen Gangtok und dem in der Nähe des Epizentrums gelegenen Ort Mangan wieder zu öffnen. Nach einer Woche konnten neun wichtige Straßen wieder befahren werden; Verkehrswege um Chungthang waren noch verschüttet. Monsunregen und dichter Nebel behinderten die Rettungsarbeiten.